# Gljive stapčarke
Basidiomycota je koljeno u carstvu gljiva. Sastoji se od najmanje 16 razreda, koje su mikolozi neke razsvrstali u 3 potkoljena Agaricomycotina, Pucciniomycotina i Ustilaginomycotina, i incertae sedis.

## Potkoljena
- Agaricomycotina Doweld. Razredi: Agaricomycetes, Dacrymycetes, Tremellomycetes
- Pucciniomycotina. Razredi:  Agaricostilbomycetes, Atractiellomycetes, Classiculomycetes, Cryptomycocolacomycetes, Cystobasidiomycetes, Microbotryomycetes, Mixiomycetes, Pucciniomycetes
- Ustilaginomycotina Razredi: Exobasidiomycetes, Ustilaginomycetes i red: Malasseziales

### Incertae sedis
- Razred:  Entorrhizomycetes Begerow, Stoll & R. Bauer
- Razred: Wallemiomycetes
- Porodica Bartheletiaceae

Rodovi
- Anastomyces W.P. Wu, B. Sutton & Gange
- Anguillomyces Marvanová & Bärl.
- Anthoseptobasidium Rick
- Arcispora Marvanová & Bärl.
- Atheliachaete Spirin & Zmitrovitch
- Botryochaete Rick
- Brevicellopsis Hjortstam & Ryvarden
- Celatogloea P. Roberts
- Cleistocybe Ammirati, A.D. Parker & Matheny
- Coniolepiota Vellinga
- Cystogloea P. Roberts
- Dacryomycetopsis Rick
- Dryophilum Schwein.
- Eriocybe Vellinga
- Frantisekia Spirin & Zmitr.
- Kryptastrina Oberw.
- Lycoperdites Poinar †
- Microstella K. Ando & Tubaki
- Mycelium
- Mycetophagites Poinar & R. Buckley
- Naematelia Fr.
- Neotyphula Wakef.
- Nodulospora Marvanová & Bärl.
- Paraphelaria Corner
- Phellinites Singer & S. Archang. †
- Pseudopolyporus Hollick †
- Radulodontia Hjortstam & Ryvarden
- Restilago Vánky
- Sinofavus W.Y. Zhuang
- Teliosporites R. Kar, Mand. & R.K. Kar †
- Tritirachium Limber
- Zanchia Rick
- Zygodesmus Corda
- Zygogloea P. Roberts